# Baba na zabití
Baba na zabití (v anglickém originále Duplex) je americká filmová komedie, kterou v roce 2003 natočil herec a režisér Danny DeVito.

## Obsazení
| Ben Stiller       | Alex Rose          |
| Drew Barrymoreová | Nancy Kendricks    |
| Eileen Essel      | paní Connelly      |
| Harvey Fierstein  | Kenneth            |
| Justin Theroux    | Coop               |
| Swoosie Kurtz     | Jean               |
| James Remar       | Chick              |
| Wallace Shawn     | Herman             |
| Maya Rudolph      | Tara               |
| Robert Wisdom     | poručík Dan        |
| Amber Valletta    | Céline             |
| Cheryl Kline      | Ginger             |
| Tim Maculan       | Terrence           |
| Jackie Titone     | barmanka           |
| Evgeni Lazarev    | pan Jerzinski      |
| Philip Perlman    | Phil               |
| Michelle Krusiec  | dr. Kang           |
| Tracey Walter     | zákazník v lékárně |
| Margie Loomis     | stará žena         |
| Linda Porter      | stará žena 2       |
| John Hamburg      | Friedman           |
| Christina Kirk    | paní Friedman      |
| Danny DeVito      | vypravěč           |